# Count to Ten
Count to Ten er det fjerde studiealbum fra den danske singer-songwriter Tina Dickow. Albummet udkom den 3. september 2007 på Finest Gramophone. Count to Ten debuterede som nummer ét på hitlisten, og tilbragte 70 uger i top 40. Albummet modtog i 2008 dobbelt-platin for 60.000 solgte eksemplarer.

## Spor
Alle sange skrevet og komponeret af Tina Dickow. 
| #   | Titel                         | Længde |
| --- | ----------------------------- | ------ |
| 1.  | "Count to Ten"                | 4:39   |
| 2.  | "On the Run"                  | 3:51   |
| 3.  | "Open Wide"                   | 4:42   |
| 4.  | "Night Cab"                   | 3:34   |
| 5.  | "You Know Better"             | 5:10   |
| 6.  | "Sacre Coeur"                 | 5:02   |
| 7.  | "Craftsmanship and Poetry"    | 3:50   |
| 8.  | "My Business"                 | 4:58   |
| 9.  | "Cruel to the Sensitive Kind" | 5:53   |
| 10. | "Everybody Knows"             | 5:04   |
| 11. | "Night Cab (Epilogue)"        | 2:55   |